# Luteoma

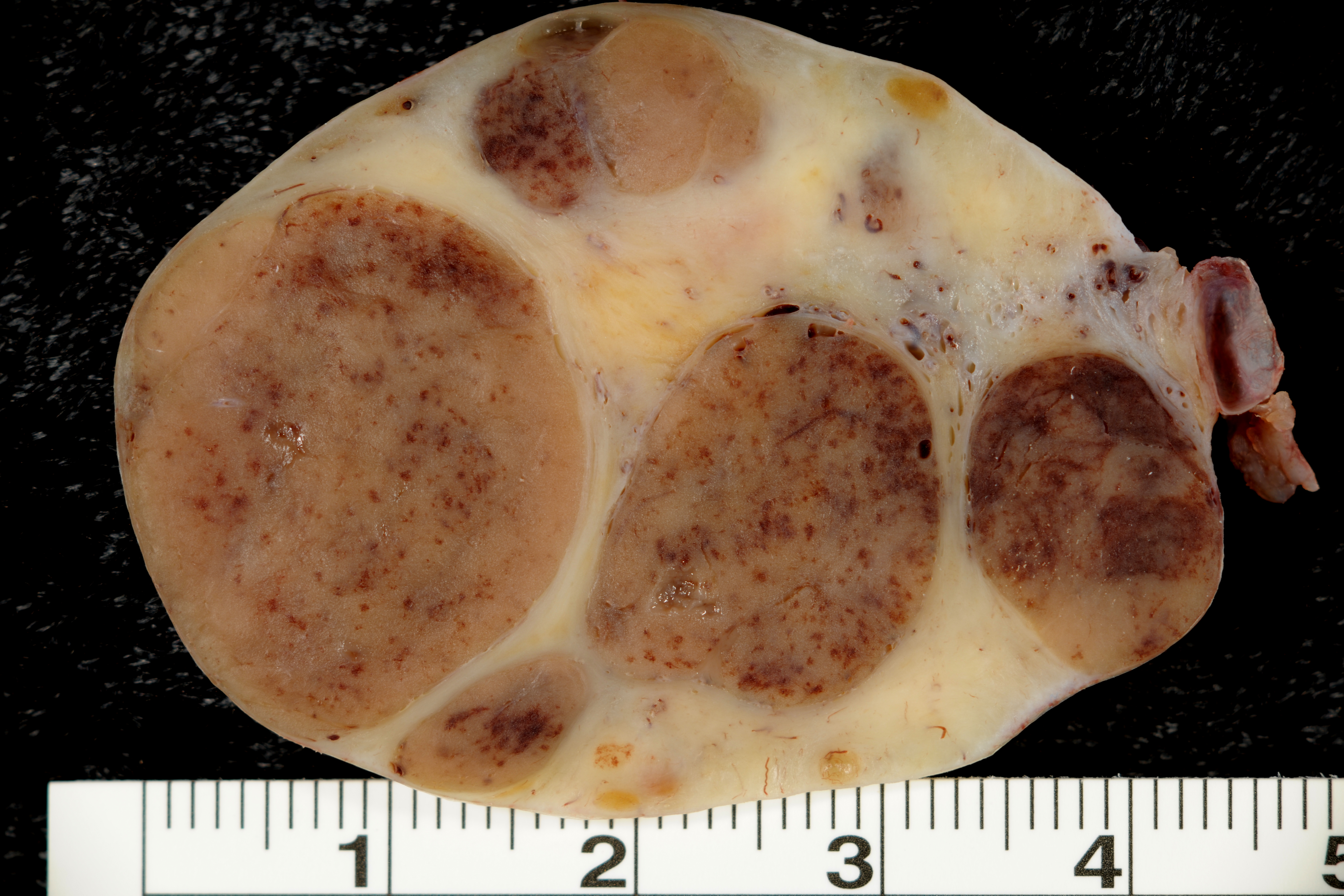
Luteoma

Luteoma é um tumor benignoor raro no ovário que surge durante a gravidez e regride espontaneamente após o parto. Geralmente assintomático, mas quando ativo, aumenta a produção de andrógenos (como testosterona), resultando em desenvolvimento de características masculinas (virilização) da mãe e do bebê. Menos de 200 casos foram descritos na literatura.
Provavelmente é uma resposta exagerada ao aumento de hormônios durante a gravidez, principalmente progesterona e estrógeno. 